# Galerias da Feteira
Galerias da Feteira são formações constituídas por tubos vulcânicos e localizam-se na área da freguesia da Feteira (Angra do Heroísmo) junto aos às elevações do Pico Geraldes, do Pico do Magina e do Pico da Vima, tem um comprimento de cerca de 100 metros cada uma. 